# András
Az András a görög Andreasz (Ανδρέας) névből származó férfinév. Jelentése: férfi, férfias. Az András bibliai név, András apostol Jézus első tanítványa, Szent Péter fivére volt. Női párja: Andrea.

## Képzett és rokon nevek
Képzett nevek:
- André:[1] a név francia alakjából[2]
- Andos:[1] becenévből önállósult[2]
- Andorás:[1] a név régi alakjának, az Andorjásnak a rövidülése[2]
- Bandó:[1] becenévből önállósult[3]
- Andorjás:[1] a név régi magyar alakváltozata[2]

Rokon nevek:
Andor, Endre,

## Gyakorisága
Az András Magyarországon már az Árpád-korban a leggyakoribb férfinevek egyike volt, és népszerűsége a következő évszázadokban sem sokat csökkent, a 14-16. századtól a leggyakoribb nevek egyike. 1967-ben 1504-en kapták ezt a nevet, így a 18. leggyakoribb név lett, a 80-as évek közepén már a 13. legnépszerűbb név. Az 1990-es években is igen gyakori név volt, a 2000-es években a 21–25. leggyakoribb férfinév.
Az André, Andos, Andorás és Bandó nevek az 1990-es években szórványosan fordultak elő, a 2000-es években nem szerepelnek a 100 leggyakoribb férfinév között.

## Névnapok
- András, André, Andos, Andorás: február 4.,[2] május 21.,[2] november 10.,[2] november 30.[2]
- Bandó: július 7.,[3] november 30.[2]

### Névnapi szokások
November 30-a Szent András emléknapja, az advent kezdetére esik, és ekkorra már véget értek a mulatságok. Szeged környékén úgy mondták: András zárja a hegedűt. Ilyenkor november végén kezdődtek a disznótorok, ezért tréfásan Disznóölő Szent Andrásnak is hívják.
Az András-napi szokások legtöbbje a párválasztáshoz kapcsolódik. Az erdélyi Mezőpaliton a református lánynak ki kellett mennie az udvarra, és a kötényébe csillagokat szednie. Miközben a szemével válogatta a csillagokat, azalatt tízszer visszafelé kellett számolnia 10-től 1-ig, de közben vigyáznia kellett, nehogy ugyanazt a csillagot kétszer is kiválassza. Ezután be kellett szaladnia a házba, a csillagokat az ágyába öntenie, hogy aztán megálmodja, ki lesz a vőlegénye.
A palóc lányok ezen a napon almát dugtak az eresz alá, amit Borbála napján a másik felére fordítottak, majd magukkal vitték az éjféli misére. Ha közben valaki megszólítja őket, akkor annak a fia vagy rokona lesz a férjük. Ezen a napon gyümölcsfaágakat is szoktak vízbe állítani. Ha karácsonyig kizöldültek, akkor az farsangi férjhezmenést jósolt.
A csángó hiedelem szerint ezen az éjszakán András elmondja az összesereglő farkasoknak, hogy hol találnak egy-egy birkát, tehenet, disznót. Ha a gazda azt akarja, hogy a farkas elkerülje a házát, akkor András-nap éjszakáján össze kell kötnie az ollót, mert így összeköti a farkas száját is.

## Idegen nyelvű névváltozatai
- albán: Ndreu, Andrea (nem női név!)
- angol: Andrew, Andy
- cseh, szlovák, szlovén: Andrej, Ondřej
- dán, holland, latin, német: Andreas
- eszperantó: Andreo
- finn: Antero, Antti
- francia: André
- horvát: Andrija
- izlandi: Andrés
- görög: Andreasz (Ανδρέας, Αντρέας)
- lengyel: Andrzej, Jędrzej
- máltai: Indri
- olasz: Andrea (nem női név!)
- orosz: Andrej (Андрей)
- portugál: André
- román: Andrei
- spanyol: Andrés
- svéd: Anders (ejtsd: andes)
- szlovén: Andraž
- ukrán: Andrij (Андрій)

## Híres Andrások, Andrék, Andosok, Andorások, Bandók
„András” utónevű személyek szócikkeinek listája a Wikidata alapján

## Egyéb Andrások

### Vezetéknévként
Az András nevet sok vezetéknév őrzi különböző formában: Ancsa, Anda, Andacs, Andics, Andó, Andócs, Andók, Andony, Andos, András, Andrásfi, Andrási, Andrássa, Andris, Andró, Andrus, Anka, Ankó.

### Földrajzi névben
- Andrásfa Vas vármegyei helység
- Andráshida 1969-ben Zalaegerszeghez kapcsolt településrész
- Békésszentandrás település Békés vármegyében
- Hernádszentandrás község Borsod-Abaúj-Zemplén vármegyében
- Hévízszentandrás 1946-ban Egreggyel egyesült Hévíz néven
- Jászszentandrás község Jász-Nagykun-Szolnok vármegyében
- Nemesszentandrás község Zala vármegyében
- Rábaszentandrás község Győr-Moson-Sopron vármegyében
- Szent András-törésvonal: az USA-ban, Kaliforniában
- (Temes)szentandrás település Temes megyében, Romániában
- Tornaszentandrás község Borsod-Abaúj-Zemplén vármegyében

### Szólások
- András napi hó, vetésnek nem jó: népi megfigyelés, azt jelenti, hogy árt a vetésnek, ha november végén esik a hó.

### Szlengben, népnyelvben

Andráskereszt

- Andris a régi városi nyelvben a rendőr neve volt (vö. az angol nyelvben a bobby, amely az Andrew becézője, és szintén a rendőrökre használták).[6]
- csere-bandi: cserebogár
- kakasbandi: hirtelen haragú, indulatos gyerek
- bandi vagy bangyi: nagy fenekű ember
- Bandi legyek, ha…!: tréfás esküvés valamilyen lehetetlennek látszó dologra
- andráskereszt: két párhuzamos oszlop X kötéssel való kimerevítése. Nevezik még Szent András-keresztnek is. Ide tartozik az andráskötés és az andrástartó szó is.

### Kitüntetések
- Szent András-rend: orosz rendjel, amelyet 1698-ban Nagy Péter cár alapított.
- Angol királyi rendjel, amelyet Skócia védőszentjének, Szent Andrásnak a tiszteletére alapítottak.